# Palmyreense Rijk

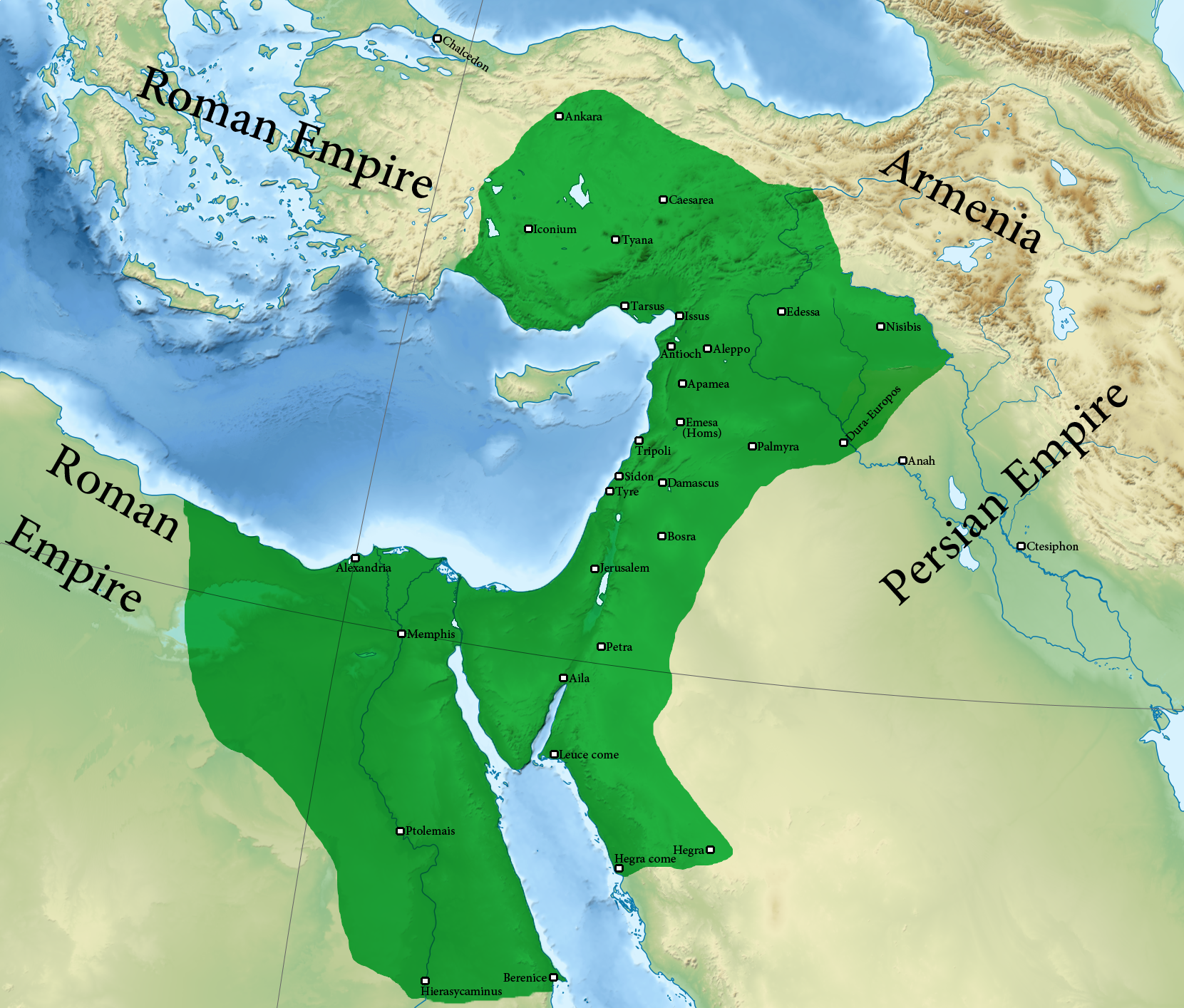
Palmyreense Rijk op zijn hoogtepunt (271)

Het Palmyreense Rijk (260-273) was gedurende een deel van de crisis van de derde eeuw een tijdelijke afsplitsing van het Romeinse Rijk in het oostelijk Middellandse Zeegebied.
Het omvatte de Romeinse provincies van Syria, Egypte en grote delen van Asia Minor. De hoofdstad van het rijk was de woestijnstad Palmyra.